# Jaskinia Miętusia Wyżnia
Jaskinia Miętusia Wyżnia – jaskinia w Miętusich Turniach w Dolinie Miętusiej w Tatrach Zachodnich. Wejście do niej znajduje się w zachodnim stoku dolnej części Małej Świstówki na wysokości 1393 metrów n.p.m. Długość jaskini wynosi 810 metrów, deniwelacja 145 metrów.

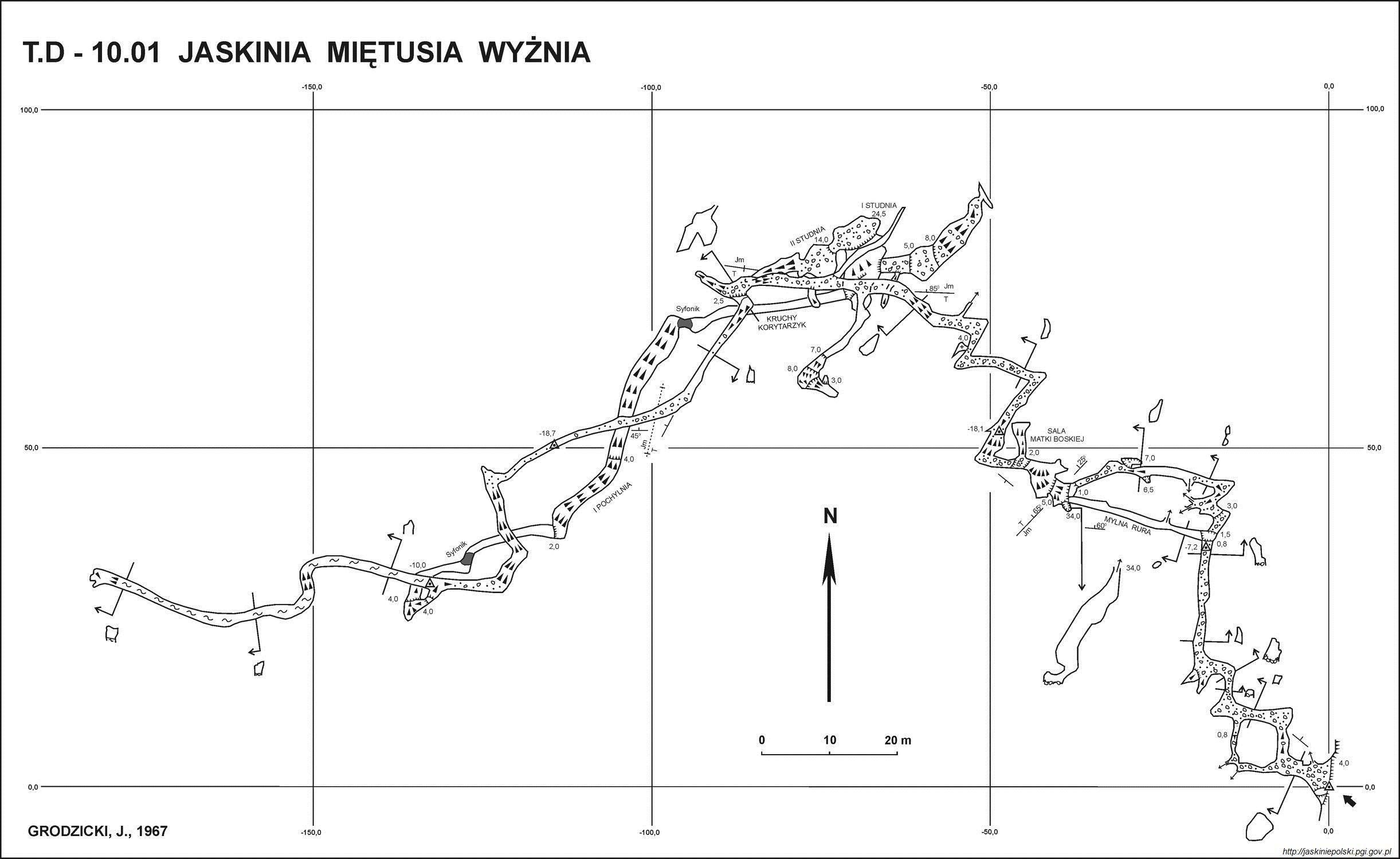
Plan jaskini

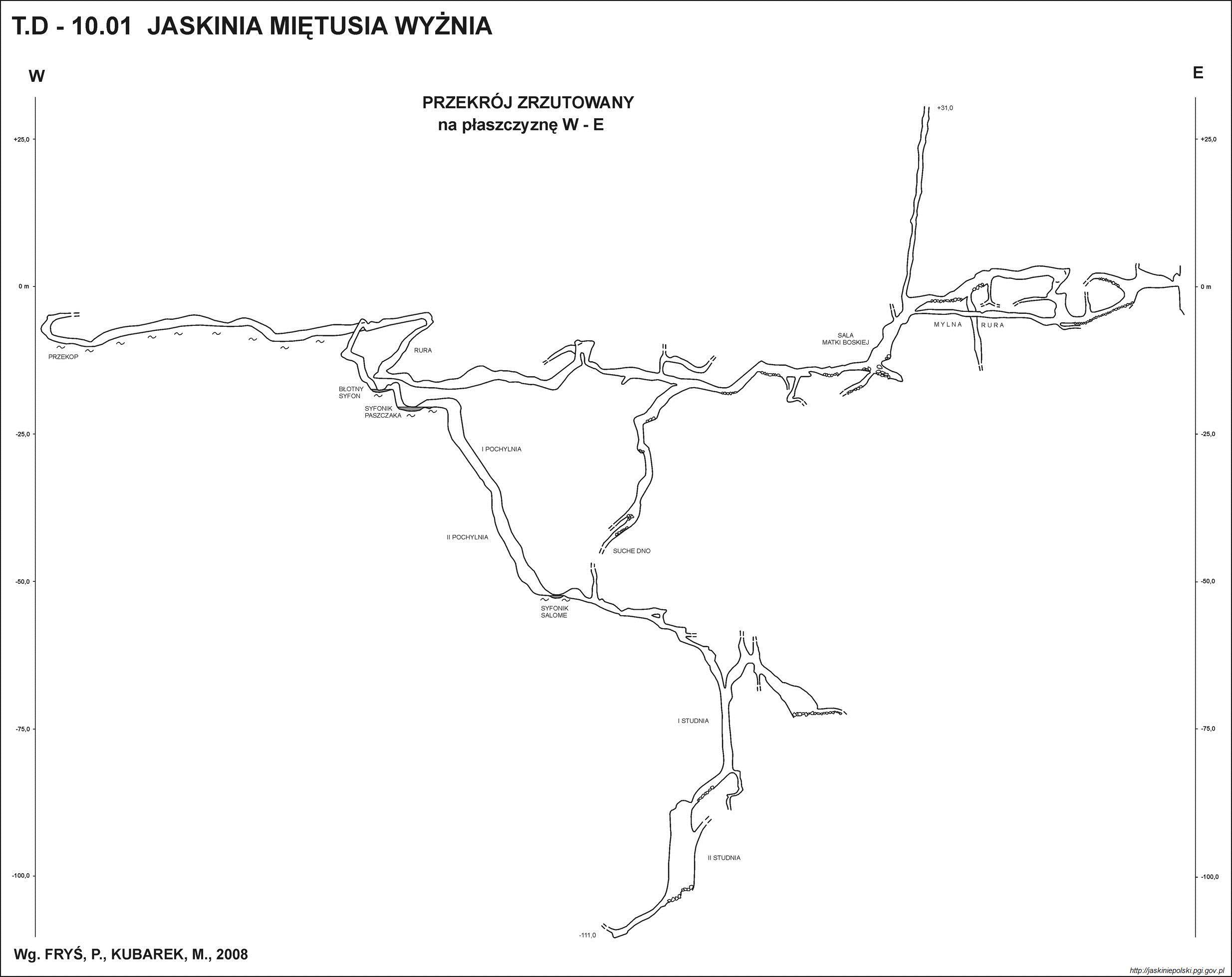
Przekrój jaskini

## Opis jaskini
Z otworu wejściowego idzie się 20 metrów korytarzem do rozwidlenia. W lewo odchodzi ciasny korytarzyk nazwany Mylną Rurą, który łączy się dalej z głównym ciągiem. Prosto idzie główny ciąg, który przez dwa kolejne progi i obok trzech studni dochodzi do Sali Matki Boskiej. Sala ta to system progów opadających w dół. Z boku sali znajduje się wejście do komina, który po 34 metrach kończy się szczeliną. Główny korytarz prowadzi do kolejnego rozwidlenia. W lewo odchodzi korytarz kończący się studnią (30 metrów głębokości), natomiast główny ciąg przechodzi w korytarz w kształcie rury (nazwanym Rura) i dochodzi do Studni nad Syfonami. Tu ciąg główny rozgałęzia się. Prosto, omijając studnię, idzie się 40 metrów korytarzem, mijając niewielkie jeziorko, do zamulenia zamykającego dalszą drogę. Po zjechaniu do studni (10 metrów) dochodzi się do małego błotnego syfonu, a dalej do Syfoniku Paszczaka. Za nim zaczynają się dwie pochylnie (I Pochylnia i II Pochylnia), które doprowadzają do Syfoniku Salome. Stąd Kruchym Korytarzykiem dochodzi się do I Studni  (w bok odchodzi korytarz kończący się zawaliskiem). Ciąg główny prowadzi przez I Studnię (30 metrów) do II Studni (13 metrów). Na dnie II Studni zaczyna się korytarz kończący się zawaliskiem. Oddziela ono Jaskinię Miętusią Wyżnią od Jaskini Miętusiej – dawniej były one połączone.

## Przyroda
Ściany jaskini są mokre. Można na nich zobaczyć wymyte przez wodę belemnity (w Rurze oraz I Studni). 
W jej dolnej części znajdują się małe jeziorka, a także błotniste syfony.
Jaskinię zamieszkują nietoperze.

## Historia odkryć
Jaskinia została odkryta przez Wacława Szymczakowskiego w 1949 roku, który zbadał jej główny ciąg.
Rok później zbadano niektóre boczne studnie i korytarze.
W latach 1963–1965 pokonano syfony i odkryto obszerne partie za nimi.
W latach 1969–1970 dotarto przez I i II studnię do dna jaskini.
W latach 1993–1995 odkryto kilkanaście metrów nowych korytarzy.